# 袁承业 (化学家)
袁承业（1924年8月14日—2018年1月9日），男，浙江上虞人，中国有机化学家，中国科学院上海有机化学研究所研究员，中国科学院院士。

## 生平
1924年生于浙江上虞，1948年毕业于国立药学专科学校（现中国药科大学）。1955年获苏联科学副博士学位。1997年当选为中国科学院院士。
2018年1月9日，因病去世。

## 家庭
父亲袁开基是有机化学家。儿子袁钧苏是中国药学家，芝加哥大学教授。侄女袁钧英是美国国家科学院院士。